# Neurigona brasiliensis
Neurigona brasiliensis är en tvåvingeart som först beskrevs av Ignaz Rudolph Schiner 1868.  Neurigona brasiliensis ingår i släktet Neurigona och familjen styltflugor. Inga underarter finns listade i Catalogue of Life.